# Omloop Het Nieuwsblad 2020
75. ročník jednodenního cyklistického závodu Omloop Het Nieuwsblad se konal 29. února 2020 v Belgii. Závod dlouhý 200 km vyhrál Belgičan Jasper Stuyven z týmu Trek–Segafredo. Na druhém a třetím místě se umístili Belgičan Yves Lampaert (Deceuninck–Quick-Step) a Dán Søren Kragh Andersen (Team Sunweb).

## Týmy
Závodu se zúčastnilo celkem 25 týmů. Všech 19 UCI WorldTeamů bylo automaticky pozváno a bylo povinno se zúčastnit závodu. Ty byly doplněny šesti UCI ProTeamy. Všechny týmy nastoupily na start se sedmi jezdci, na start se postavilo celkem 175 jezdců. Do cíle v Ninove dojelo pouze 69 z nich.

### UCI WorldTeamy
- AG2R La Mondiale
- Astana
- Bahrain–McLaren
- Bora–Hansgrohe
- CCC Team
- Cofidis
- Deceuninck–Quick-Step
- EF Pro Cycling
- Groupama–FDJ
- Ineos Grenadiers
- Israel Start-Up Nation
- Lotto–Soudal
- Mitchelton–Scott
- Movistar Team
- NTT Pro Cycling
- Team Jumbo–Visma
- Team Sunweb
- Trek–Segafredo
- UAE Team Emirates

### UCI ProTeamy
- Alpecin–Fenix
- Arkéa–Samsic
- Bingoal–Wallonie Bruxelles
- Circus–Wanty Gobert
- Sport Vlaanderen–Baloise
- Total Direct Énergie

## Výsledky
| Pořadí | Jezdec                     | Tým                   | Čas        |
| ------ | -------------------------- | --------------------- | ---------- |
| 1      | Jasper Stuyven (BEL)       | Trek–Segafredo        | 5h 03' 24" |
| 2      | Yves Lampaert (BEL)        | Deceuninck–Quick-Step | + 0"       |
| 3      | Søren Kragh Andersen (DEN) | Team Sunweb           | + 6"       |
| 4      | Matteo Trentin (ITA)       | CCC Team              | + 39"      |
| 5      | Tim Declercq (BEL)         | Deceuninck–Quick-Step | + 1' 28"   |
| 6      | Mike Teunissen (NED)       | Team Jumbo–Visma      | + 1' 28"   |
| 7      | Oliver Naesen (BEL)        | AG2R La Mondiale      | + 1' 28"   |
| 8      | Philippe Gilbert (BEL)     | Lotto–Soudal          | + 1' 28"   |
| 9      | Stefan Küng (SUI)          | Groupama–FDJ          | + 1' 28"   |
| 10     | Florian Sénéchal (FRA)     | Deceuninck–Quick-Step | + 1' 28"   |